# God of War
God of War – przygodowa gra akcji wydana na platformę PlayStation 2 w 2005 roku, a w marcu 2010 na PlayStation 3.
Producentem i wydawcą jest firma Sony Computer Entertainment, a dystrybutorem w Polsce – Sony Polska. Gra miała premierę w Europie i w Polsce (PAL) 22 czerwca 2005, a w USA – 22 marca 2005. Gra opowiada historię Kratosa, dawniej spartańskiego wojownika, który jest teraz na usługach bogów. Bogowie chcą użyć Kratosa dla swoich potrzeb. Grecki bóg wojny, Ares, siał w Atenach spustoszenie i zamęt. Wypuścił na całą Grecję hordy wściekłych zombie i innych potworów. Kratos dostał zadanie zdobycia puszki Pandory – jej moc miała pozwolić na dokonanie rzeczy niemożliwej: zabicie boga.

## Fabuła
Na samym początku gry ma miejsce samobójczy skok Kratosa z wysokiego klifu na górze Olimp do Morza Egejskiego. Fabuła przenosi gracza trzy tygodnie wstecz, wyjaśniając okoliczności wyżej opisanych wypadków.
Po 10 latach służby bogom olimpijskim, Kratos zawarł z nimi układ: zabije dla nich siejącego zniszczenie Aresa (ten - chcąc pokazać ojcu – Zeusowi, jak potężnym jest bogiem, prowadził oblężenie Aten), z kolei Olimpijczycy mieli sprawić, że grzechy z przeszłości Spartiaty zostaną mu wybaczone (Kratos chciał pozbyć się wizji rodziny, która zginęła z jego ręki). Heros chciał również odegrać się na bogu wojny - za zesłane na niego szaleństwo, w którym zamordował swoją żonę i córkę. Kratos wyruszył do Aten - podczas podróży zabijając na zlecenie Posejdona potwora, który terroryzował morza - Hydrę. W Atenach spotkał Wyrocznię, która powiedziała mu, jak można powstrzymać Aresa - zdobyć i otworzyć puszkę Pandory. Wojownik wyruszył na pustynię, gdzie spotkał ostatniego żywego tytana: Kronosa. Tytan na swych plecach dźwigał kolosalną świątynię, w której znajdowała się owa puszka Pandory. Po trudnych zmaganiach w Świątyni i wyciągnięciu na powierzchnię reliktu Kratos został zabity, ciśniętą przez Aresa kolumną (podniesioną z gruzów oblężonego miasta - Aten). Kratos trafił do Hadesu, z którego udało mu się uciec. Spartiata ponownie trafił do Aten i rozpoczął walkę z bogiem, który niegdyś ocalił jego życie. Wtedy Kratos otworzył puszkę Pandory (tak, jak poinstruowała go Atena) i zyskał moc, dzięki której mógł zabić boga. Po krótkiej walce Ares wykorzystał największą słabość wojownika - jego umysł i przeszłość, z którą Kratos nie mógł sobie poradzić - zsyłając na niego wizję jego zmarłych bliskich. Bohater stoczył walkę z sobą samym, pokonując swoje mroczne alter ego. Po wyczerpującej bitwie, w której stracił niegdyś podarowane przez boga wojny ostrza, heros dokonał swojej zemsty i wykonał zadanie zlecone przez Olimpijczyków. Bogowie jednak nie dotrzymali słowa - Kratos dalej miewał koszmary. Załamany bohater - nie widząc innego wyjścia - targnął się na swoje życie: skoczył z najwyższego szczytu w całej Grecji - Olimpu, jednak Atena ocaliła go. Chcąc wynagrodzić jego trudy, bogowie pozwolili Spartiacie objąć tron Aresa i zostać nowym bogiem wojny.

## O grze
Jest to gra przygodowo-zręcznościowa. Obfituje zarówno w widowiskowe pojedynki, jak i zagadki natury logicznej, a często kombinację obydwu. Całą akcję można oglądać, podobnie jak w innych grach tego typu, z perspektywy trzeciej osoby.
Kratos w swym podstawowym arsenale posiada dwa śmiercionośne ostrza umieszczone na łańcuchach, rażące przeciwników z dużą skutecznością. Wojownik, dzięki ich ruchom w pionie i w poziomie, może wykonywać szereg efektownie wyglądających ciosów kombo, skutecznie eliminujących hordy przeciwników.
Oprócz broni siecznej wojownik wspierany jest przez zaklęcia Olimpu. Do wyboru ma np. pioruny Zeusa, które mają kilka stopni mocy. W miarę upływu gry zbierane są magiczne artefakty, pozwalające podnosić siłę czarów np. oczy Gorgony pozwalają zwiększyć dotychczasowe życie Kratosa i pióra Feniksa pozwalające zwiększyć dotychczasowy poziom czarów.
Rozgrywkę cechuje wartka akcja – czy znajdujemy się pośród greckich galeonów, czy w spustoszonych Atenach, czy w tajemniczej świątyni Pandory. Prawdziwym wyzwaniem są wielkie bestie Aresa – ich pokonanie wymaga sprytu i zdecydowanych reakcji. Nad głową potwora pojawia się ikona, w którą trzeba trafić, by przejść do następnej kombinacji uderzeń. Kilka takich akcji powoduje zadanie przez gracza śmiertelnego ciosu. Zwłoka może sprawić, że potwory nabiorą sił i cały schemat działania będzie trzeba powtarzać od początku. Zabite demony oddają wojownikowi część swoich mocy, np. głowa Meduzy pozwoli zamieniać przeciwników w kamień. Dzięki pokonaniu kolejnych potworów zbierane są potężne artefakty, które pozwolą Kratosowi stanąć bez lęku przed obliczem Aresa.